# Francisco Preciado de la Vega
Francisco Preciado de la Vega (Sevilla o Écija, 1712 - Roma, 1789) fou un pintor espanyol.
Reconegut com un dels integrants de l'Escola sevillana de pintura, va ser membre de la Real Academia de San Fernando. Va estar a càrrec dels pensionats de la institució a Roma i va ser secretari de l'Acadèmia de Sant Lluc. Va servir com a pont entre la Reial Acadèmia de San Fernando i el món de les belles arts a Roma. Va ser també pintor de cambra del rei d'Espanya, Carles III, a qui li va mostrar els avantatges de tutelar i estendre les activitats de l'academicisme espanyol a Itàlia. Va ser també autor d'una obra d'ensenyament, Arcàdia Pictòrica.
Al Museu Nacional d'Art de Catalunya es pot veure una obra seva, un aiguafort fet amb burí sobre paper de Santa Caterina d'Alexandria, realitzat amb Francesc Fontanals. Per una altra banda, Pere Pasqual Moles va comprar algunes obres seves a la seva viuda, entre les quals destava Santa Caterina, conservada al museu de la Reial Acadèmia de Belles Arts de Sant Jordi.